# Ex-Ex-Gay
Als Ex-Ex-Gay werden vor allem in den Vereinigten Staaten Lesben und Schwule bezeichnet, die sich wieder öffentlich zur Homosexualität bekennen, nachdem sie ihre Teilnahme an der Ex-Gay-Bewegung und an deren äußerst umstrittenem Versuch, die sexuelle Orientierung zur Heterosexualität hin zu verändern, beendet haben. Einige bezeichnen sich selbst als „ex-gay survivors“ (dt.: Ex-Gay-Überlebende, was den passiven und defätistischen Begriff „Ex-Gay-Opfer“ bzw. engl. „victim“ vermeidet).

## Beschreibung
Evangelikale Vereinigungen wie Wuestenstrom und Offensive Junger Christen bieten etwas an, das sie selbst als Therapie zur Änderung der sexuellen Orientierung bezeichnen. Diese „Therapien“ genießen außerhalb der christlich-fundamentalistischen Szene keinerlei Anerkennung und werden von allen relevanten medizinischen und psychologischen Fachverbänden abgelehnt. Evangelikale Aktivisten weisen jedoch darauf hin, es müsse jedem Menschen frei stehen, seine Sexualität therapeutisch in Frage stellen zu dürfen. Gleichwohl beschloss die 64. Generalversammlung des Weltärztebundes im Oktober 2013 im brasilianischen Fortaleza, dass Homosexualität keine Krankheit sei und deshalb keinerlei Heilung bedürfe. Die Delegierten des Weltärztebundes lehnen auch die Reparativ- beziehungsweise Konversionstherapien strikt ab.
Therapien zur Bekämpfung der eigenen Homosexualität führten oft zu schweren Depressionen und Selbstwertproblemen und könnten manchmal auch nach langer Verzweiflung im Suizid enden. Aussteiger aus der Ex-Gay-Bewegung gehen oft noch einen Schritt weiter und sprechen von Gehirnwäsche-Methoden und Umpolungstherapien. Sie haben sich zu verschiedenen Initiativen zusammengeschlossen, deren Gesamtheit als Gegenbewegung verstanden wird. Sie versuchen vor allem die teilweise überzogenen Behauptungen und Erwartungshaltungen über die Wirksamkeit von Reorientierungstherapien ins rechte Licht zu rücken, immer wieder falsch behauptete Fakten die mit schlechten oder schlecht zitierten Behauptungen untermauert werden, zu demaskieren und christlichen Schwulen und Lesben Halt und Schutz zu geben. Die US-amerikanische Initiative Beyond Ex-Gay veranstaltete im Sommer 2007 erstmals eine größere Konferenz.
Einige Ex-Ex-Gays in Deutschland und der Schweiz sind Mitglieder der Organisation Zwischenraum, die Homosexualität als eine von Gott gegebene sexuelle Orientierung verstehen, die es in all seiner Vielfältigkeit und seinen Formen als lebenserfüllendes Geschenk zu begreifen und integrieren gilt.
Einige ehemalige langjährige führende Mitglieder von Exodus entschuldigten sich inzwischen für den Schaden, den sie angerichtet haben.

## Erlittene Verletzungen
Der US-amerikanische Schauspieler und Mitinitiator der Initiative Beyond Ex-Gay Peterson Toscano wurde von Anfang 2003 bis Ende 2007 von 1000 Ex-Gay-Überlebenden und „Kämpfenden“ kontaktiert und hat im Oktober 2007 die verschiedensten ihm erzählten erlittenen Traumata erstmals in einer strukturierten Übersicht zusammengefasst.

„Manche haben auch diverses Gutes während ihrer Zeit als Ex-Gay erfahren, aber in der Mehrheit überwiegen die Verletzungen. Sie entstehen nicht nur direkt durch die Ex-Gay-Erfahrung, sondern auch durch die homophobe Gesellschaft, Anti-Schwule Kirchen und Prediger und in vielen Fällen wirkt auch die eigene Familie mit. Die Ex-Gay-Erfahrung vertieft aber diese Verletzungen, weil sie Hoffnung für irgendeine Art von Veränderung oder Freiheit anbietet. Geführt von aufrichtigen und mitfühlenden Leuten ermutigen Ex-Gay-Programme, Therapeuten und Seelsorger uns, und wegen ihrer Güte und Ernsthaftigkeit versuchen wir oft auf Druck weiterzumachen, auch wenn uns schon lange klar geworden ist, dass es nicht hilft. Erst nachher beginnen wir die Traumata, welche wir erfahren haben, als eine Folge, sich der Ex-Gay-Erfahrung zu unterwerfen, zu verstehen.“

- Emotionale Traumata: 
Evident in Gefühlen von Schande, Angst, Stress, Enttäuschung, Erschöpfung und Zurückweisung (speziell, wenn man gemieden wird)
- Psychologische Verletzungen:
Manifestiert in der Form von Depressionen, Suizidtendenzen, Posttraumatische Belastungsstörung und in manchen Fällen die Auslösung eines psychischen Zusammenbruchs
- Geistige Traumata:
  - in der Form von chronischer Entmutigung, Furcht vor Gott und Verlieren von Glaubensgemeinschaften oder sogar des Glaubens selbst.
  - Misstrauen spiritueller Führer
  - eine spirituelle Krise bezüglich Integrität und Übereinstimmung durch die dauernde Botschaft, dass man nicht schwul und Christ sein kann.
- Beziehungstraumata:
durch das Verlieren von wesentlichen Beziehungen oder Zerstören von Beziehungen mit
  - Eltern
    - welche glauben, dass Veränderung möglich und notwendig ist, und deshalb die Kinder zurückweisen, wenn sie nicht wählen, Ex-Gay zu sein
    - welche sich durch Ex-Gay-Schulungen schuldig für die sexuelle Orientierung ihrer Kinder fühlen, was Spannungen zwischen Eltern und Kind erzeugt (und ebenso tiefen Schmerz und Scham für die Eltern bewirkt)

  - Ehepartner / Partner
    - des anderen Geschlechts, mit denen man Beziehungen geführt hatte und ggf. sogar verheiratet war, weil man glaubte, dass so ein Leben möglich sei, was aber zur Scheidung, Schmerz und Verlust des Partners geführt hat, nicht nur für uns und unsere Partner, sondern auch für andere, wie bspw. evtl. gemeinsame Kinder
    - des gleichen Geschlechts, da die Beziehungen mit gleichgeschlechtlichen Partnern verstümmelt sind, wegen des Schams und der Furcht, die uns durch unsere Ex-Gay-Erfahrungen eingehämmert werden

  - Freunde
    - welche auf Distanz gehalten werden / gehalten wurden, weil man trainiert wird, Intimität zu misstrauen, aus Angst, dass man eine emotionell abhängige/verstrickte Beziehung oder eine romantische/sexuelle Beziehung eingeht
    - welche zurückgewiesen wurden als man Ex-Gay und die ein Risiko darstellen das Ex-Gay-Leben fortzuführen
    - welche einen zurückweisen durch die bedingte Natur der Freundschaft. Wenn man sich nicht mehr länger als Ex-Gay oder Kämpfender identifiziert, beenden sie die Beziehung.
- Finanzieller Verlust:
  - Manche geben hunderte bis zehntausende Dollars für die Ex-Gay-Behandlung aus, für Seminare, Konferenzen, Bücher und Tonträger
  - Manche Eltern verweigern das College oder sogar die Grundbedürfnisse zu finanzieren, wenn das Kind sich nicht einem Ex-Gay-Programm anschließt.
- Karriereschaden:
  - Manche verlassen ihren Karriereweg, weil er als „unsicher“ für einen Kämpfenden empfunden wird
  - Manche unterbrechen die Schule oder ihre Karriere „to take a diversion into ex-gay treatment“
- Physische Beeinträchtigungen durch Psychosomatische Beschwerden, welche durch Stress (innere Konflikte) oder Depressionen ausgelöst werden.
- Sexuelle Traumata:
in der Form von schädlichen „sex eduction“
  - Sexuell naive Leute (viele die niemals Sex hatten) lernen über „schwulen Sex“ von Sexsüchtigen, die ihre Sexualität als zu riskant beschreiben und sogar über illegale Verhaltensweisen, weil diejenigen Scham und Abscheu gegenüber sich selbst fühlen.
  - Programmleiter, Therapeuten und „Zeugnis ablegende“ transportieren eine negative Botschaft über das sexuelle Verhalten zwischen zwei gleichgeschlechtlichen Partnern. Dies kann die Leute daran hindern, eine gesunde, erfüllende Sexualität zu erleben, sogar nachdem sie die Ex-Gay-Behandlung beendet haben.
- Entwicklungsverzögerungen:
wegen gehemmtem Wachstum in Schlüsselbereichen, weil viele ihre Bemühungen auf die Ex-Gay-Erfahrung konzentrieren. Viele haben ihr bisheriges Leben beendet und lenken ihre beschränkten Kräfte auf den Ex-Gay-Prozess, was die Menschen darin hemmt persönlich in „vital developmental moments“ zu wachsen.